# Smidtia capensis
Smidtia capensis là một loài ruồi trong họ Tachinidae.